# لوکاس‌فیلم
لوکاس‌فیلم یک شرکت تولیدکنندهٔ فیلم و تلویزیون آمریکایی است که در ۱۹۷۱ که توسط جورج لوکاس تأسیس شده‌است. این شرکت زیرمجموعه استودیوهای والت دیزنی است، استودیوهای والت دیزنی، خود بخشی از شرکت والت دیزنی هستند. این استودیو بیشتر به دلیل تولید سری فیلم‌های محبوب جنگ ستارگان و ایندیانا جونز و همچنین رهبری در زمینه ساخت جلوه‌های ویژه، صدا و انیمیشن رایانه ای برای فیلم‌ها شناخته شده‌است. بیشتر فعالیت‌های شرکت در سال ۲۰۰۵ به سانفرانسیسکو منتقل شد. دیزنی، لوکاس فیلم را در دسامبر ۲۰۱۲ به مبلغ ۲٫۲ میلیارد دلار پول نقد و ۱٫۸۵۵ میلیارد دلار سهام خریداری کرد.